# Glenn Research Center
Koordinaten: 41° 24′ 46,2″ N, 81° 51′ 44,6″ W

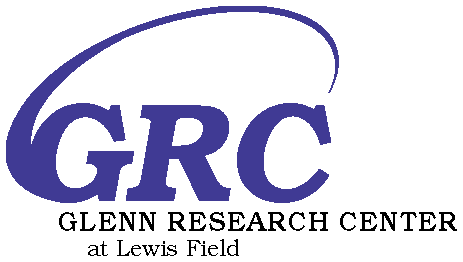
GRC-Logo

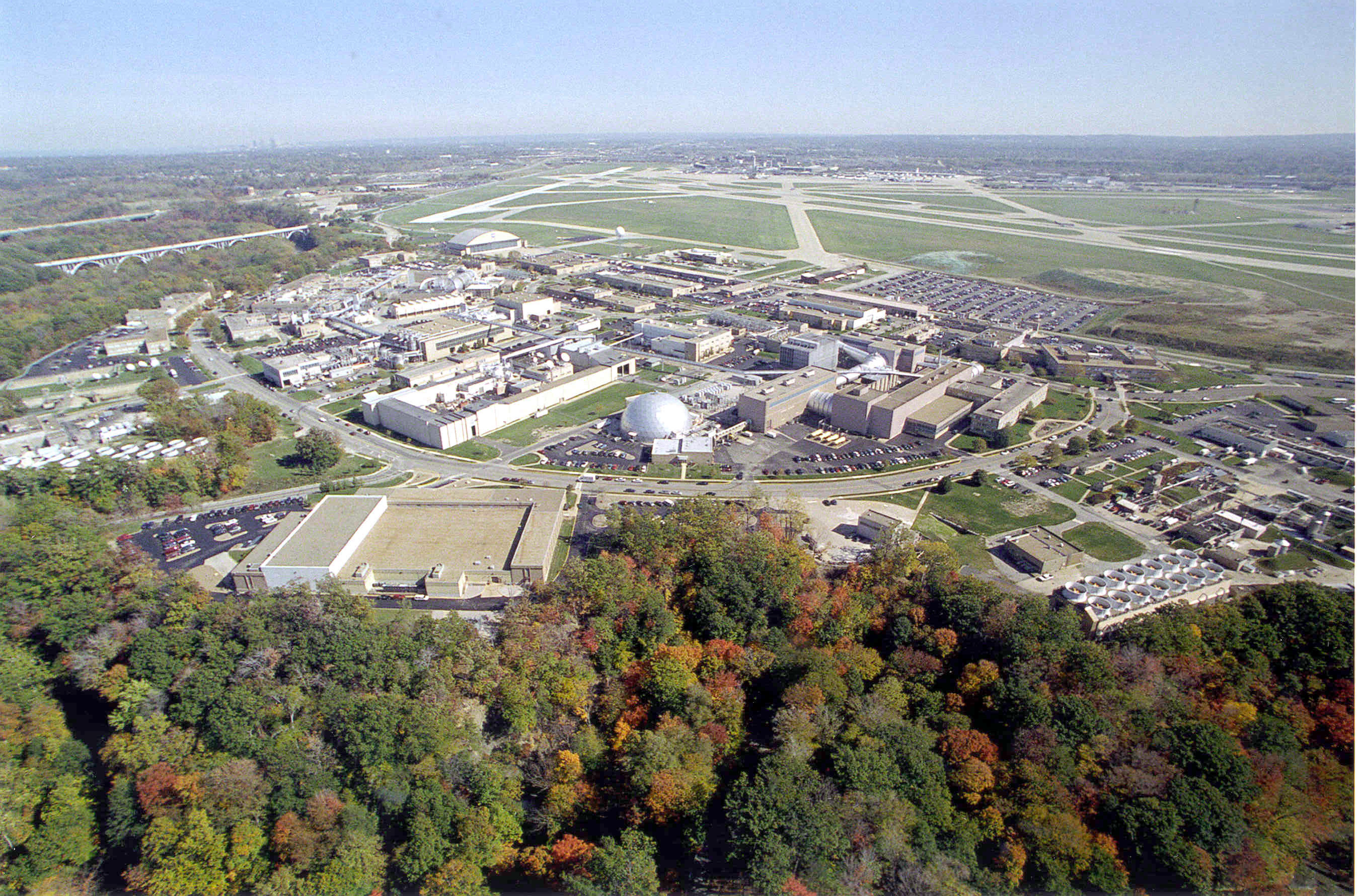
Luftaufnahme des Glenn Research Centers

Das Glenn Research Center (GRC) ist ein Forschungszentrum der NASA mit Sitz in Brook Park bei Cleveland, Ohio. Es liegt zwischen dem Cleveland Hopkins International Airport und der Rocky River Reservation (Teil der Cleveland Metroparks). Derzeitiger Direktor ist Ramon Lugo. Designierter Nachfolger ist sein Stellvertreter James Free.
Das Forschungszentrum beschäftigt sich im Wesentlichen mit der Entwicklung neuer Technologien für die Luft- und Raumfahrt. Eine der bekanntesten Entwicklungen ist der mit flüssigem Wasserstoff betriebene Raketenmotor J-2, den Wernher von Braun als Schlüsseltechnologie für das Apollo-Mondprogramm bezeichnete. Ebenfalls wurde hier mit dem Ionenantrieb ein neuartiges Antriebssystem für Raumfahrzeuge entwickelt.

## Geschichte
Das Glenn Research Center wurde 1942 als Teil des National Advisory Committee for Aeronautics (NACA) gegründet und wurde später in die NASA als Labor für die Forschung an Flugzeugmotoren eingegliedert.
Die ursprüngliche Bezeichnung, nachdem die Finanzierungszusage im Juni 1940 gegeben wurde, war Aircraft Engine Research Laboratory. Die erste Umbenennung erfolgte 1947 in Flight Propulsion Research Laboratory, 1948 wurde daraus das Lewis Flight Propulsion Laboratory und NASA Lewis Research Center hieß es schließlich 1958.
Am 1. März 1999 wurde das Lewis Research Center offiziell umbenannt in NASA John H. Glenn Research Center at Lewis Field nach John Glenn (amerikanischer Kampfpilot, Astronaut und Politiker) und George W. Lewis (Leiter des NACA von 1919 bis 1947). Innerhalb der NASA wird das Glenn Research Center oft mit der Abkürzung GRC bezeichnet (nicht zu verwechseln mit dem GSFC, dem Goddard Space Flight Center).
Seit 2004 begann die NASA ihren Fokus in Richtung des Programms Vision for Space Exploration zu verschieben. Die Zukunft vieler regionaler Forschungszentren wie dem Glenn Research Center wurde damit relativ unsicher.
Am 13. Mai 2006 gab die NASA bekannt, dass das Glenn Research Center das Management für das Service-Modul des Orion-Raumschiffs übernehmen soll.